# Thái Bình, Phụ Tân
Thái Bình (chữ Hán giản thể: 太平区, âm Hán Việt: Thái Bình khu) là một quận của địa cấp thị Phủ Thuận, tỉnh Liêu Ninh, Cộng hòa Nhân dân Trung Hoa. Quận Thái Bình có diện tích 108 km², dân số 180.000 người. Mã số bưu chính của Thái Bình là 123003, chính quyền quận đóng ở số 1, đại lộ Thái Bình. Quận Thái Bình được chia thành 5 nhai đạo biện sự xứ, 1 hương. Các đơn vị này lại được chia thành 56 ủy ban xã khu cư, 11 ủy ban thôn. 
- Nhai đạo biện sự xứ: Hồng Thụ, Môi Mai, Cao Đức, Thành Nam, Tôn Gia Loan.
- Trấn: Thủy Tuyền.